# 高桌

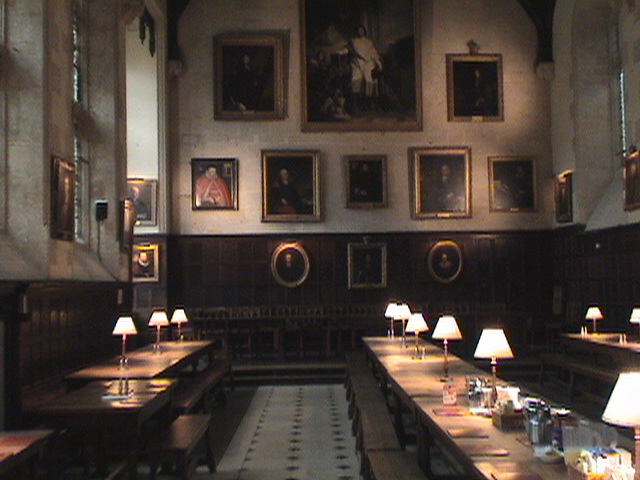
牛津大学Exeter College, Oxford的高桌

在牛津大学, 剑桥大学, 都柏林圣三一大学以及杜伦大学的学院中（也包括伦敦大学; 曼彻斯特大学,多倫多大學等类似的历史悠久的学校，在香港大学也有类似模仿的形式），高桌，英文：High Table指提供给学院的院士（Senior Common Room成员)以及他们的客人使用的饭桌。这些桌子通常放置在高出地板的台子上，位于正餐大厅的尽头。在正式场合，高桌上就座的人都穿着燕尾服，当然穿着学术袍也是正常的。

## 链接
- 高桌（页面存档备份，存于），位于剑桥大学丘吉尔学院
- 高桌（页面存档备份，存于），位于普林斯顿大学
- [永久]，位于多倫多大學三一學院